# تانيا فرنك
تانيا فرنك هي لاعبة كرة قدم كندية، ولدت في 13 ديسمبر 1974.

## وصلات خارجية
- تانيا فرنك على موقع الاتحاد الدولي (مؤرشف)  (الإنجليزية)
- تانيا فرنك على موقع قاعدة بيانات كرة القدم.إي يو (الإنجليزية)